# ルーラ (イタリア)
ルーラ（イタリア語: Lula）は、イタリア共和国サルデーニャ自治州ヌーオロ県にある、人口約1,400人の基礎自治体（コムーネ）。

## 地理

### 位置・広がり

#### 隣接コムーネ
隣接するコムーネは以下の通り。
- ビッティ
- ドルガーリ
- ガルテッリ
- イルゴリ
- ロークリ
- ロデ
- オナニ
- オルーネ
- シニスコーラ